# キヤノンプレシジョン
キヤノンプレシジョン株式会社は、青森県弘前市に本社を置くキヤノングループの一社。
モーションコントロール（精密マイクロモータ・超音波モータ及び制御システム）機器の開発・製造・販売、センサー類のクリアモールドパッケージの製造、LBP・小型複写機用トナーカートリッジの製造を行う。
また、経済産業省によって2023年度、2024年度の健康経営優良法人（ホワイト500）に認定されている。

## 沿革
- 1952年（昭和27年）12月 - キヤノン初の関連会社として目黒精機製作所を設立。資本金30万円（キヤノンの全額出資による）。
- 1969年（昭和44年）- 資本金を4800万円に増資。
- 1971年（昭和46年）- キヤノン精機株式会社に社名変更。
- 1973年（昭和48年）- 完全子会社として弘前精機株式会社を設立。
- 1978年（昭和53年）- 資本金を9600万円に増資。
- 1993年（平成5年）- 資本金を3億円に増資。
- 2004年（平成16年）‐ 弘前精機と合併しキヤノンプレシジョン株式会社を設立。本社を青森県弘前市に移転。

## 事業所
- 本社・北和徳事業所 - 青森県弘前市清野袋
- 北和徳第二事業所 - 青森県弘前市岩賀
- 東京営業所 - 神奈川県川崎市中原区

## 海外営業拠点
- U.S.A. Office（Canon U.S.A., Inc.）- 米国・ニューヨーク
- Europe Office（Canon Europa N.V. ）- オランダ・アムステルフェーン

## 主な事業・製品
モーションコントロール事業
各種DCマイクロモータ（ブラシレスモータ、コアレスモータ、有鉄心モータ、アクチュエータ、ファンモータ）や、超音波モータの開発、製造、販売を行っている。
また、超音波モータを用いた高精度位置決めステージや超高性能旋回台の開発、製造、販売も行っている。
トナーカートリッジ事業
キヤノンのLBP用トナーカートリッジの受託生産を行っている。
センサー事業
キヤノンの一眼レフカメラやLBPなどで使用される光半導体センサーのパッケージ生産を行っている。